# Portes Alekseïevski
Les portes Alekseïevski est un monument d'ingénierie militaire, l'ancienne entrée sud principale de la forteresse d'Azov du XVe siècle. Les portes datent d'une période postérieure aux XVIIe – XVIIIe siècles. Avec le rempart et les douves, elles forment la seule partie qui a survécu jusqu'à nos jours de la forteresse. Le portail est inscrit au patrimoine culturel de la Russie d'importance fédérale.

## Histoire
La forteresse d'Azov construite par les Turcs, est prise par les Russes en 1696 sous Pierre Ier le Grand, et devient officiellement propriété de la Russie après le traité de Constantinople, conclu entre la Russie et la Turquie. Au XVIIIe siècle, des ingénieurs militaires russes dirigés par l'autrichien Laval réalisèrent la reconstruction des remparts et érigèrent onze portes, dont celles Alekseïevski.
Initialement, les portes Alekseïevski étaient en bois mais, de 1801 à 1805, elles ont été reconstruites en pierre. En 1935, des fouilles archéologiques ont été menées sur le territoire de la forteresse d'Azov par le bureau régional de protection des monuments de Rostov. À cette époque, la forteresse d'Azov était complètement détruite, et des portes Alekseïevski ne subsistaient que deux murs de pierre parallèles. Dans le processus de restauration, les historiens et les architectes ont essayé de donner aux portes leur apparence originale. Sur les murs des portes il y a plusieurs plaques commémoratives.